# إي. فيرجيل كونواي
إي. فيرجيل كونواي (بالإنجليزية: E. Virgil Conway)‏ هو محامي أمريكي، ولد في 2 أغسطس 1929، وتوفي في 21 أكتوبر 2015 في ساوثهامبتون ‏ في الولايات المتحدة.